# Baljesjön
Baljesjön är en sjö i Svenljunga kommun i Västergötland och ingår i Ätrans huvudavrinningsområde. Sjön har en area på 0,054 kvadratkilometer och ligger 144 meter över havet.

## Delavrinningsområde
Baljesjön ingår i det delavrinningsområde (635999-134568) som SMHI kallar för Inloppet i Håvsjön. Medelhöjden är 170 meter över havet och ytan är 57,92 kvadratkilometer. Räknas de 6 avrinningsområdena uppströms in blir den ackumulerade arean 132,08 kvadratkilometer. Lillån (Kalvån) som avvattnar avrinningsområdet har biflödesordning 2, vilket innebär att vattnet flödar genom totalt 2 vattendrag innan det når havet efter 114 kilometer. Avrinningsområdet består mestadels av skog (69 procent) och sankmarker (13 procent). Avrinningsområdet har 1,77 kvadratkilometer vattenytor vilket ger det en sjöprocent på 3 procent. Bebyggelsen i området täcker en yta av 0,59 kvadratkilometer eller 1 procent av avrinningsområdet.